# Freizeit-Land Geiselwind
Freizeit-Land Geiselwind is een attractiepark in de Duitse deelstaat Beieren, net tussen Würzburg en Neurenberg in. Het park kent voornamelijk kermis- en grotere attracties.

## Algemeen
Freizeit-Land Geiselwind werd geopend op 29 juni 1969 en is begonnen als vogel-safaripark, het park heette hiervoor Vogel-Pony-Märchen-Park, pas in de jaren 80 werd het een attractiepark en kwamen er een aantal attracties bij, zoals in 1989 de Blauer Enzian een powercoaster, in 1994 de achtbaan Drehgondelbahn, en in 2000 kwam de Boomerang een Boomerang-achtbaan, later werden er ook oude kermis-attracties opgekocht in het park. In december 2016 werd het park opgekocht door kermis-exploitant Matthias Mölter die nog vanaf heden nieuwe kermis-attracties toevoegt.

## Attracties

### Achtbanen
| Attractie      | Jaar geopend | Bouwer         | Afbeelding |
| -------------- | ------------ | -------------- | ---------- |
| Boomerang      | 2000         | Vekoma         |            |
| Blauer Enzian  | 1989         | Mack Rides     |            |
| Cobra          | 2018         | Interpark      |            |
| Doggy Dog      | 2017         | SBF Visa Group |            |
| Drehgondelbahn | 1994         | Zierer         |            |

### Waterattracties
| Attractie          | Jaar geopend | Bouwer         | Afbeelding |
| ------------------ | ------------ | -------------- | ---------- |
| Kroko-Wasser-Rodeo | 2007         | Sunkid Heege   |            |
| Nautic Jets        | 1988         | Sunkid Heege   |            |
| Piraten-Sumpf      | 2018         | SBF Visa Group |            |
| Wildwasserbahn     | 1997         | Reverchon      |            |

### Overige Attracties
| Attractie             | Type                | Jaar geopend | Bouwer                 | Afbeelding |
| --------------------- | ------------------- | ------------ | ---------------------- | ---------- |
| 4D Motion Cinema      | 4D Bioscoop         | 2009         | entertainment Resource |            |
| Adventure toren       | Magic Drop Tower    | 2017         | SBF Visa Group         |            |
| ballonvaart           | Samba Balloon       | 2000         | Zamperla               |            |
| Bayerische rafting    | Rupsbaan            | 1991         | Zierer                 |            |
| Breakdance            | breakdance          | 1994         | HUSS Park Attractions  |            |
| Dactari-Fahrt         | Old-timer baan      | 2017         | Mack Rides             |            |
| Enterprise            | Enterprise          | 1994         | HUSS Park Attractions  |            |
| Extreme               | Speed               | 2017         | KMG                    |            |
| Familien-Riesenrad    | Reuzenrad           | 2009         | Zierer                 |            |
| Fränkische Weinfahrt  | Theekopjesattractie | 1989         | Mack Rides             |            |
| Horror Lazarett       | Cakewalk            | 2017         | Lehmann, Worms         |            |
| Ikarus                | Condor              | 1994         | Huss Park Attractions  |            |
| Jumping Star          | Jumpin 'Star        | 2003         | Zamperla               |            |
| Kontiki               | Kontiki             | 2010         | Zierer                 |            |
| Red Baron             | Red Baron           | 1999         | Zamperla               |            |
| Riesenrutschbahn      | Vliegend tapijt     | 1984         | Metallbau Emmeln       |            |
| shuttle               | Ranger              | 1992         | HUSS Park Attractions  |            |
| street style          | wisser              | 2017         | KOLMAX Plus            |            |
| T-Rex Tower           | Freefall-Tower      | 2003         | HUSS Park Attractions  |            |
| T-Rex World           | Cakewalk            | 1994         | Hofmann                |            |
| Top of the World      | Uitkijktoren        | 1999         | Nauta Bussink          |            |
| Tower of Fear         | Vrije val           | 2017         | Rodlsberger            |            |
| Tukis Kinderkarussell | Carousel            | 2017         | Spaggiari & Barbieri   |            |
| Tukis Scooter         | Botsauto's          | 2017         | Spaggiari & Barbieri   |            |
| wave Swinger          | Wellenflug          | 1992         | Zierer                 |            |
| Munchkin Express      | Spoorbaan           | 1970         |                        |            |

## Trivia
- in het park zijn ook nog vogels te bezichtigen.